# Patenbrigade

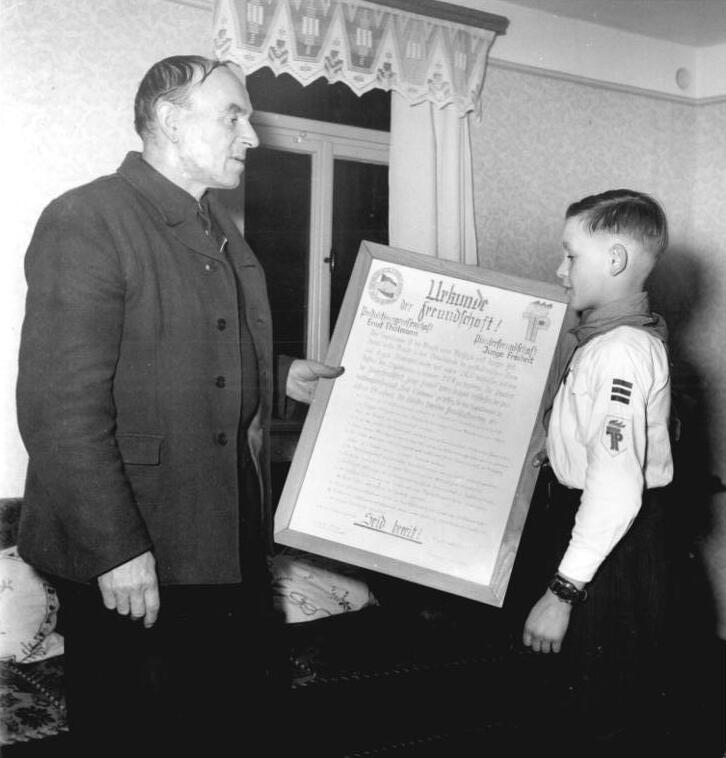
Junge Pioniere des Ortes Etterwinden verpflichten sich die Geschichte des Dorfes zu studieren und eine Chronik zu schreiben. Der Freundschaftsratsvorsitzende überreichte dem Vorsitzenden der Produktionsgenossenschaft die Urkunde für den Freundschaftsvertrag. (2. Februar 1953)

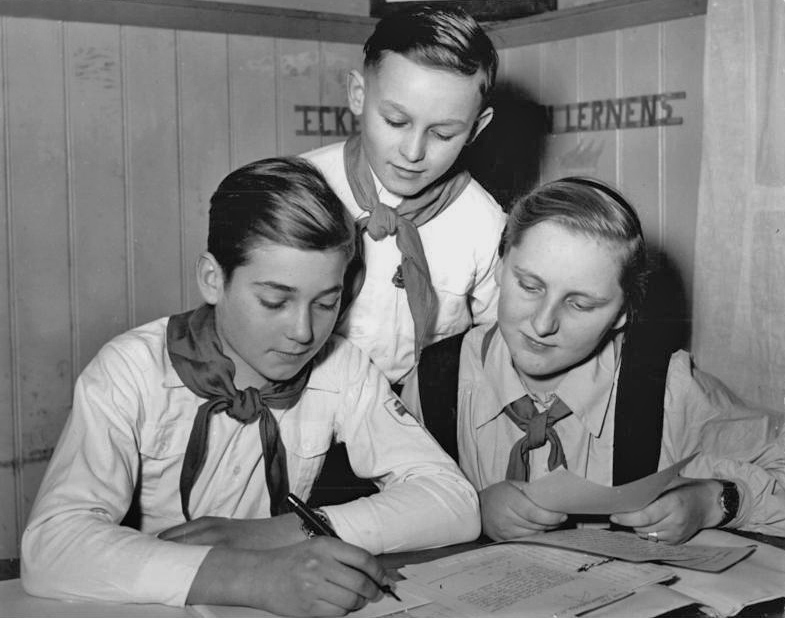
Pioniere aus Etterwinden schreiben die Dorfchronik

Eine Patenbrigade war in der DDR eine Brigade oder ein vergleichbares Kollektiv, meist von Industriearbeitern oder aus Landwirtschaftlichen Produktionsgenossenschaften, das eine Patenschaft über Schulklassen und Kindergartengruppen, im Einzelfall aber auch über NVA-Einheiten übernahm. 
Der Sinn der Patenschaft bestand darin, den Betreffenden einen Einblick in die Arbeitswelt in den Betrieben und Begleitung bei der Herausbildung von Berufswünschen zu geben. Häufig wurde materielle und personelle Unterstützung bei Bau- und Renovierungsmaßnahmen geleistet, Transportaufgaben (Ferienlager, Klassenfahrten) übernommen, insbesondere auch personelle Unterstützung hierbei, und vieles mehr, oft über einen großen Teil der Schulzeit hinweg. Damit sollte die Verbundenheit zur Arbeiterklasse gestärkt und zur Erziehung zu einer sozialistischen Persönlichkeit bei den Kindern beigetragen werden. In der Praxis war die Intensität der Patenbeziehungen unterschiedlich. Verschiedentlich war die regelmäßige Verbindung zu einer Patenklasse aber auch Voraussetzung für die Auszeichnung als Kollektiv der sozialistischen Arbeit im Betrieb.

Patenschaften wurden auch von Kulturschaffenden übernommen, damit die Künstler die Verbindung zur Arbeiterschaft nicht verlieren sollten. Rückblickend charakterisierte beispielsweise der Opernsänger Gunther Emmerlich das Verhältnis zwischen Paten„kindern“ und Paten wie folgt:

„Die haben Interesse an der Oper zur Schau gestellt und wir haben Interesse an den Verpackungsmaschinen zur Schau gestellt.“